# Návesní rybník (Kunčí)
Návesní rybník  o výměře vodní plochy 4,8 ha se nachází na západním okraji vesnice Kunčí v okrese Chrudim. Po hrázi rybníka vede silnice III. třídy č. 3588 do vesnice Kunčí. Rybník má zhruba podélný tvar ve směru západ - východ. Rybník se někdy nazývá též Panský rybník nebo Nebeský rybník.
Návesní rybník je historické vodní dílo.
Rybník je v současnosti využíván místní organizací Českého rybářského svazu Slatiňany pro chov ryb a jako rybářský revír pro sportovní rybolov. 

## Galerie

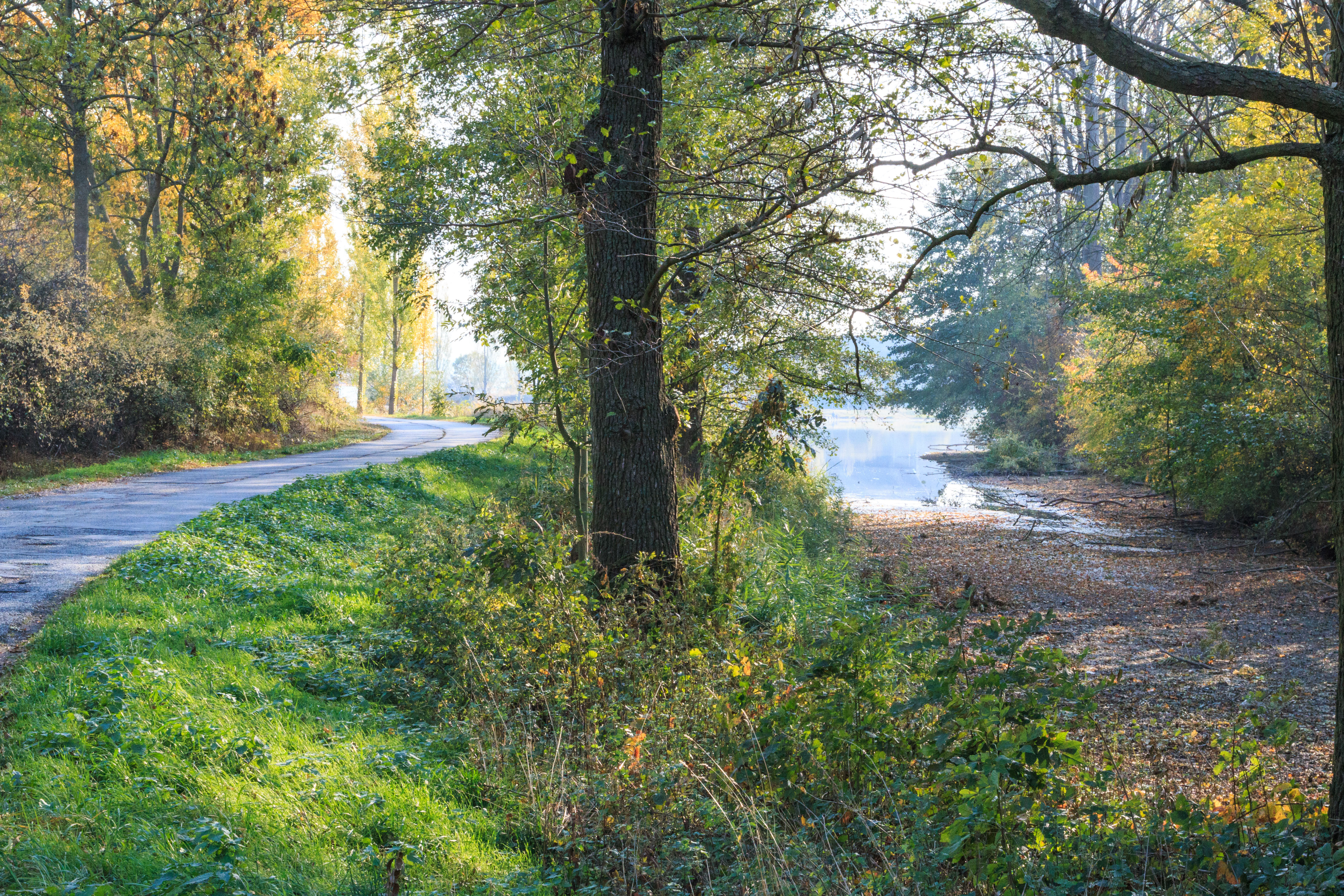
pohled na Návesní rybník u Kunčí
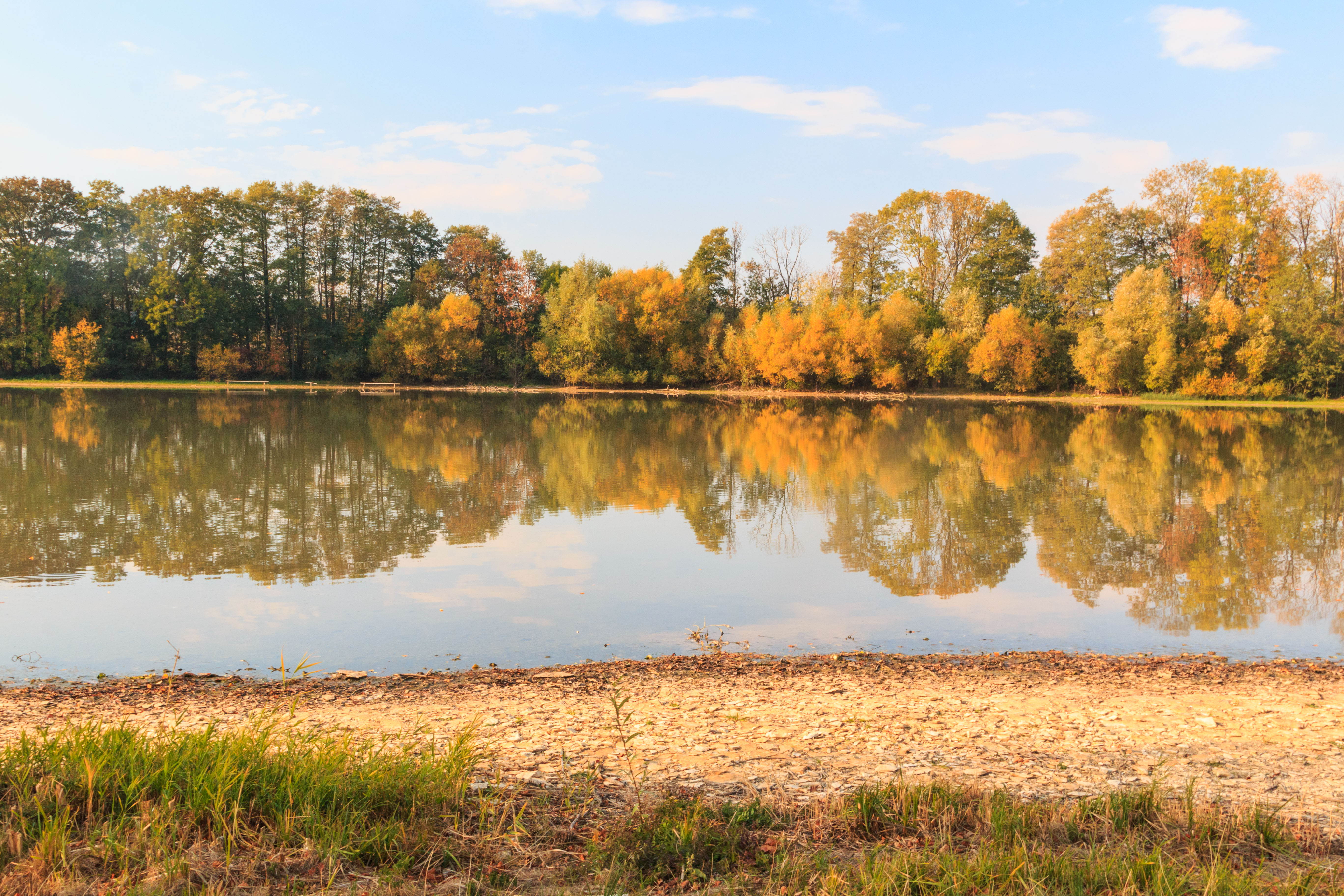
pohled na Návesní rybník u Kunčí
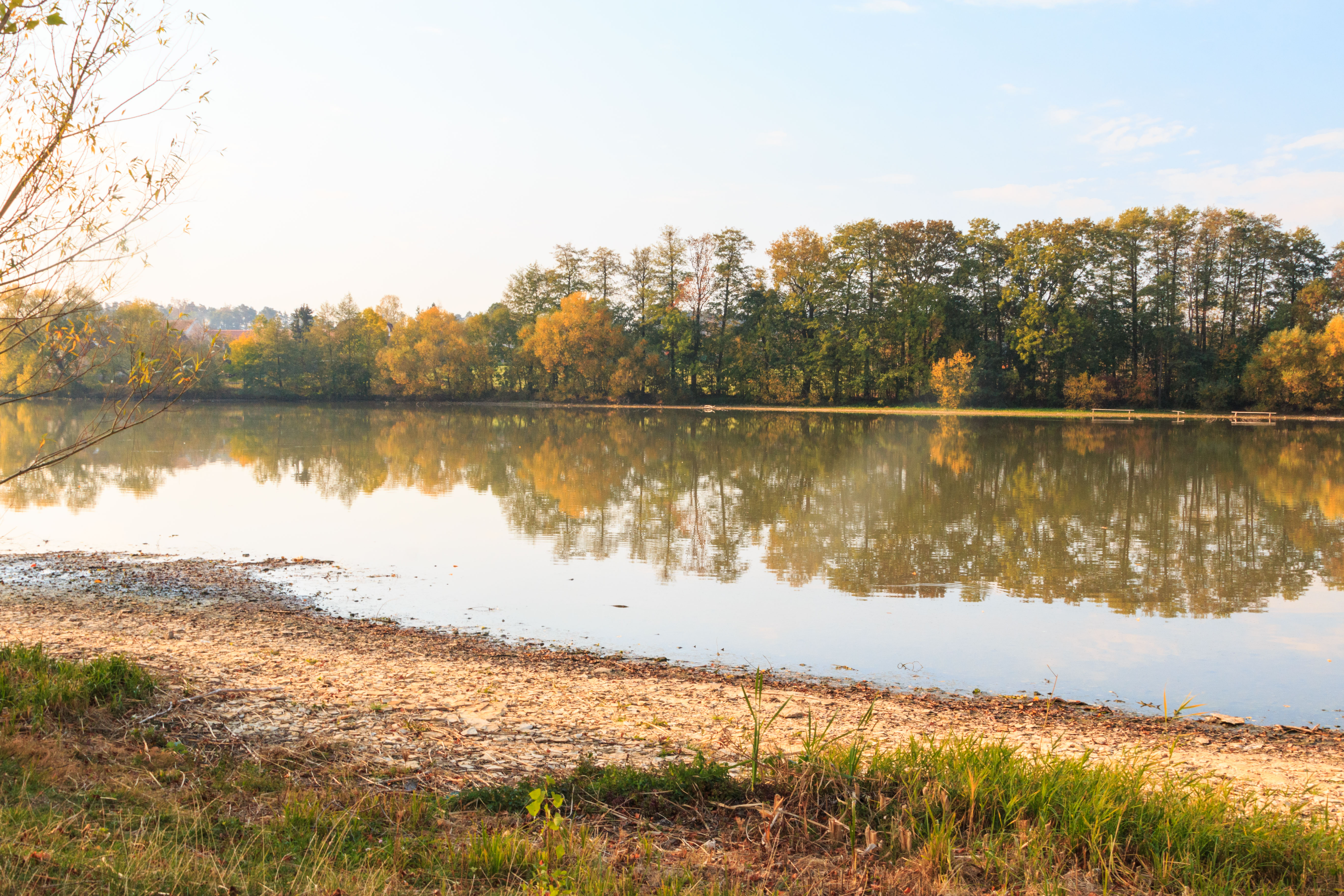
pohled na Návesní rybník u Kunčí
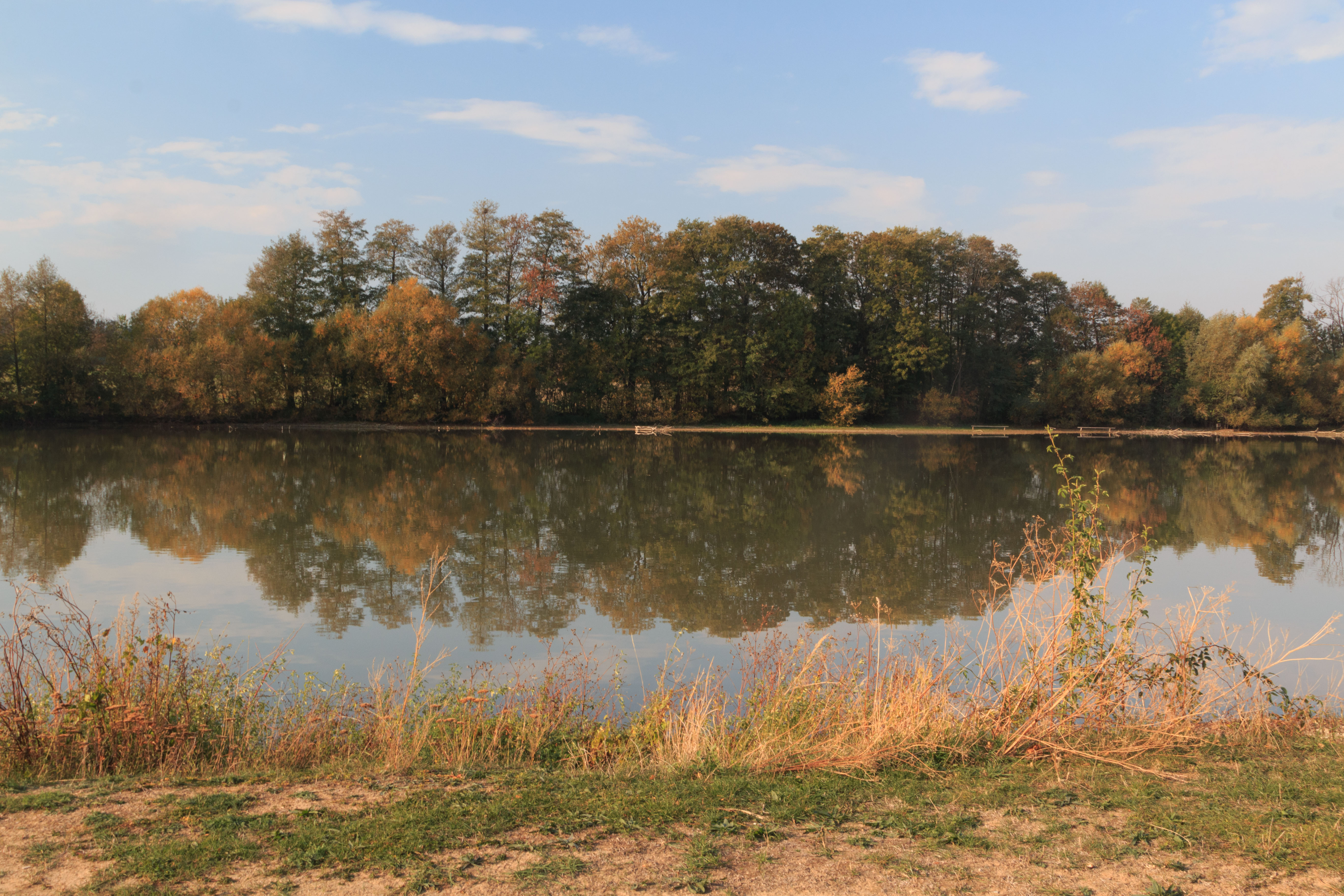
pohled na Návesní rybník u Kunčí